# Ischnomera maceki
Ischnomera maceki es una especie de coleóptero de la familia Oedemeridae.

## Distribución geográfica
Habita en Irak.